# Dominador Baldomero Bazán
Dominador 'Kaiser' Baldomero Bazán (Ciudad de Panamá, Panamá; 13 de diciembre de 1937 - 8 de agosto de 2006) fue un político y empresario panameño. Fue segundo vicepresidente de Panamá desde el 1 de septiembre de 1999 hasta el 31 de agosto de 2004 durante el gobierno de Mireya Moscoso (1999-2004).
Se graduó de la academia militar de West Point en 1961 y obtuvo una maestría en Ingeniería Civil en la Universidad de Stanford en 1962. Fue edecán presidencial, agregado militar y miembro alterno ante la Junta Interamericana de Defensa en Washington.
En 1963 fue nombrado viceministro de Obras Públicas y en 1968 fue elegido diputado por el Partido Republicano. Durante el régimen militar (1984-1989) fue embajador de Panamá en los Estados Unidos, director de la Caja de Seguro Social y ministro de Relaciones Exterios. Fue asesor del presidente Eric Arturo Delvalle (1988) y se convirtió en una figura opositora al régimen del general Manuel Antonio Noriega (1987-1989).
Como empresario fue presidente de varios gremios como la Cámara de Comercio, Expocomer, Cámara Panameña de la Construcción y el Consejo Nacional de la Empresa Privada.
Murió el 8 de agosto de 2006 en un accidente automovilísitico en el Corredor Norte.